# Грищенко, Никита Минович
Никита Минович Грищенко (14 (27) сентября 1900 — 15 ноября 1987) — украинский советский педагог, доктор педагогических наук (с 1956 года), профессор (с 1957 года), Заслуженный деятель науки УССР (с 1969 года).

## Биография
Родился 14 (27) сентября 1900 года в селе Трушки (Киевская область). В 1919—1923 годах учился на высших трёхлетних педкурсах имени Б. Гринченко в Киеве, в 1923—1926 годах — на юридическом факультете Института народного хозяйства имени Е. Бош. Член ВКП(б) с 1927 года.
Более 50 лет работал в системе народного образования: учителем, директором школы, инспектором, директором педучилища, ректором Киевского института социального воспитания (1930—1932), заведующим Киевским гороно, начальником управления школ МО УССР, директором научно-исследовательских институтов дефектологии (1948—1950) и педагогики (1955—1957). В то же время более 30 лет работал преподавателем и (с 1960 года) заведующим кафедрой педагогики Киевского государственного университета имени Т. Г. Шевченко.
Сфера научных интересов: история образования на Украине, теория педагогики, педагогическое наследие Т. Шевченко, К. Ушинского, И. Франко, А. Макаренко, Н. Крупской.
Кандидатская диссертация «Школа и педагогическая наука в годы Великой Отечественной войны» (1946), докторская диссертация «Школа Украинской ССР в период между XVIII и XIX съездами Коммунистической партии Советского Союза (1939—1952 гг.)» (1954).
Автор более 130 научных трудов, из них 20 монографий, учебников, методических пособий.
Умер в Киеве 15 ноября 1987 года. Похоронен на Байковом кладбище (участок № 18).

## Труды
- «Розвиток народної освіти на Україні за роки Радянської влади» (1957)
- «Науково-дослідна робота з питань політехнічного навчання і морального виховання» (1957)
- «Народна освіта у західних областях УРСР» (1960)
- «Книга для читання для класу допоміжних шкіл» (1960)
- «Високе покликання радянського вчителя» (1961)
- «Ленін і народна освіта в Українській РСР» (1968)
- «Дидактичні поради молодому викладачеві вузу» (1974)
- «Спадщина К. Д. Ушинського і питання педагогіки вищої школи» (1975)